# 曹曾
曹曾（?—?），本名平，因钦佩孔子学生曾参之品行，改名为曾，字伯山，济阴郡（今山东省定陶县西北）人，东汉经学传述人。
汉光武帝时，跟随大儒欧阳歙学习《尚书》。门徒三千人，官至谏议大夫。曹曾家财巨亿，按照礼仪规定侍奉父母亲。有新的食物，先给父母吃。家里不养鸡犬，说鸡犬吵闹会惊动父母。学徒中有生活困难的人，他都提供食物。在社会动荡的时候，曹曾考虑到前世的文章会被毁灭，于是用石头建了仓房，用来藏书。藏天下各书万余卷，室名“曹氏书仓”。其藏书事迹，晋朝王嘉撰《拾遗记》卷六有记载。儿子曹祉，官至河南尹，传父业教授。

## 延伸阅读
[在维基数据编辑]
 《後漢書/卷79上》，出自范晔《後漢書》